# Wydział Instrumentalny Akademii Muzycznej w Krakowie
Wydział Instrumentalny Akademii Muzycznej w Krakowie – jeden z trzech wydziałów Akademii Muzycznej w Krakowie. Jego siedziba znajduje się przy ul. św. Tomasza 43 w Krakowie.

## Struktura
- Katedra Instrumentów Dętych Drewnianych i Akordeonu
- Katedra Instrumentów Dętych Blaszanych
- Katedra Fortepianu
- Katedra Organów
- Katedra Muzyki Dawnej
- Katedra Gitary i Harfy
- Katedra Skrzypiec i Altówki
- Katedra Wiolonczeli i Kontrabasu
- Katedra Kameralistyki
- Katedra Muzyki Współczesnej, Jazzu i Perkusji[2]

## Kierunki studiów
- Instrumentalistyka[3]

## Władze
Dziekan: prof. dr hab. Zbigniew Kamionka

Prodziekan: prof. Andrzej Godek

Prodziekan: dr hab. Mariusz Sielski

Prodziekan: dr hab. Jacek Dumanowski